# Municipio de Greene (condado de Erie)
El municipio de Greene (en inglés: Greene Township) es un municipio ubicado en el condado de Erie en el estado estadounidense de Pensilvania. En el año 2000 tenía una población de 4.768 habitantes y una densidad poblacional de 49 personas por km².

## Geografía
El municipio de Greene se encuentra ubicado en las coordenadas 41°59′59″N 79°56′59″O / 41.99972, -79.94972.

## Demografía
Según la Oficina del Censo en 2000 los ingresos medios por hogar en la localidad eran de $49,030 y los ingresos medios por familia eran de $53,096. Los hombres tenían unos ingresos medios de $38,994 frente a los $23,350 para las mujeres. La renta per cápita de la localidad era de $18,694. Alrededor del 4,1% de la población estaba por debajo del umbral de pobreza.